# Nausicaa
Nausicaa (/nɔːˈsɪkiə/; tiếng Hy Lạp cổ: Ναυσικάα, đã Latinh hoá: Nausikáa, hoặc Ναυσικᾶ, Nausikâ [nau̯sikâː]) cũng được đánh vần là Nausicaä hoặc Nausikaa, là nhân vật trong sử thi Odyssey của Homer. Cô là con gái của Quốc vương  Alcinous và Hoàng hậu Arete xứ Phaecia. Tên của cô có nghĩa là "người đốt tàu thủy" (ναῦς nghĩa là 'tàu'; κάω nghĩa là 'đốt cháy').

## Vai trò trongOdyssey

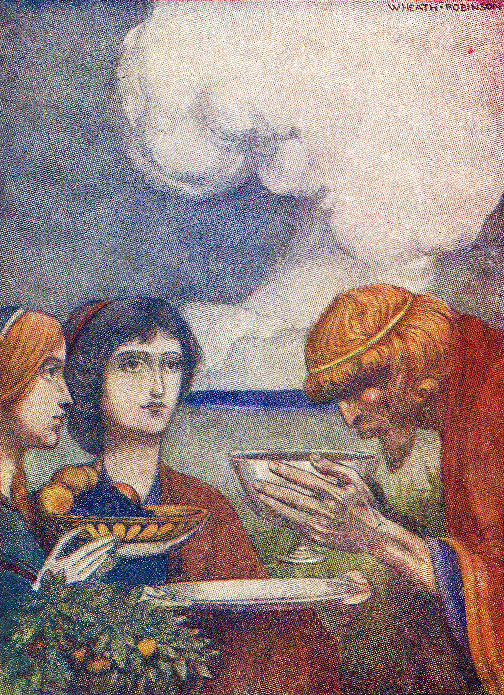
Nausicaa và hầu gái mang thức ăn và rượu phục vụ Odyssey

Trong Quyển 6 của sử thi Odyssey, Odysseyus bị đắm tàu trên bờ biển đảo Scheria (Phaeacia trong một số bản dịch). Đương lúc Nausicaa và những hầu gái của cô đến bờ biển để giặt đồ, nghe tiếng vui đùa, Odysseyus bị đánh thức, ông rời khu rừng tiến đến chỗ họ với bộ dạng trần như nhộng, khiến những người hầu sợ hãi, và cầu cứu Nausicaa. Cô cho Odyssey vài bộ quần áo để mặc và đưa ông đến rìa của thị trấn. Nhận thấy rằng tin đồn có thể phát sinh nếu Odyssey bị bắt gặp đi với cô, cô và người hầu đi vào thị trấn trước Odyssey nhưng trước tiên, cô khuyên ông nên đi đến nhà Alcinous trước và trình bày sự việc với Arete, mẹ của Nausicaa. Arete được biết đến là khôn ngoan hơn cả Alcinous và Alcinous tin tưởng vào quyết định của bà. Odyssey tuân theo lời khuyên, tiếp cận Arete và được bà chấp thuận, trở thành vị khách của Alcinous.
Trong suốt thời gian ở lại, Odysseyus kể lại cuộc hành trình của mình cho Alcinous và các quần thần. Việc kể lại này đóng vai trò quan trọng trong tác phẩm vì sau đó, Alcinous hào phóng cấp cho Odysseyus một đội tàu đưa ông trở về quê hương Ithaca.
Nausicaa được mô tả là trẻ và rất xinh đẹp. Odysseus nói cô giống như một vị nữ thần, đặc biệt là Artemis. Nausicaa được biết là có nhiều anh em trai. Theo Aristotle và Dictys Cretensis, sau này cô kết hôn với Telemachus (con trai của Odysseyus) và có với anh một người con trai tên là Poliporthes.
Homer đã đưa ra một câu chuyện văn học về tình yêu giấu kín (có thể là một trong những là ví dụ sớm nhất về tình yêu đơn phương trong văn học). Nausicaa được thể hiện là có một tình yêu thầm kín với Odysseus khi cô kể với bạn bè rằng cô muốn có một người chồng giống như Odysseus, và cha cô cũng bảo Odysseyus rằng ông sẽ để Odysseyus kết hôn với cô. Nhưng cả hai đều không có mối quan hệ tình cảm. Nausicaa cũng đóng vai trò như người mẹ của Odysseyus, cô đảm bảo cho hành trình trở về quê nhà của Odyssey được an toàn và nói rằng "Đừng bao giờ quên tôi, vì tôi đã cứu sống ngài". Odysseyus chưa bao giờ nói với người vợ Penelope về cuộc gặp gỡ với Nausicaa trong số tất cả những người phụ nữ mà ông gặp trong suốt hành trình dài. Một số ý kiến cho rằng điều này có nghĩa là ông có một cảm xúc sâu đậm với cô thiếu nữ này hơn.

## Ảnh hưởng sau này

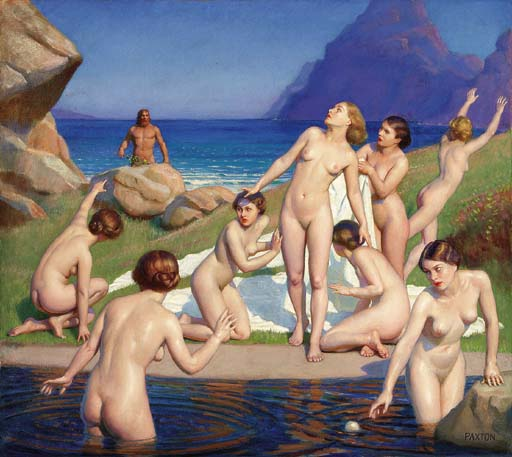
Odysseus và Nausicaä, do William McGregor Paxton vẽ.

- Nhà ngữ pháp Agallis ở thế kỷ 2 TCN cho rằng Nausicaa là người phát minh ra trò chơi với bóng, rất có thể vì cô là người đầu tiên được mô tả trong văn học là đang chơi với một trái bóng.[6] (Herodotus 1.94 lại cho rằng người Lydia phát minh ra các trò chơi, bao gồm cả trò chơi với bóng.)
- Tiểu hành tinh 192 Nausikaa phát hiện vào năm 1879 được đặt tên theo nhân vật.
- Trong bài giảng năm 1892 "The Humor of Homer" của Samuel Butler, ông kết luận rằng Nausicaa là tác giả thực sự của Odyssey khi mà cảnh giặt quần áo thực tế và sống động hơn bất kỳ cảnh nào khác trong sử thi. Giả thuyết của ông là Odyssey được viết bởi một người phụ nữ trở nên rõ ràng hơn trong cuốn sách The Authoress of the Odyssey.
- Một hồi trong tác phẩm Ulysses của James Joyce tái hiện lại câu chuyện của Nausicaa ở chỗ: nhân vật Gerty McDowell (tương đồng với Nausicaä) quyến rũ Bloom.
- Vào năm 1907, nhà soạn nhạc Hungary Zoltán Kodály viết lời cho bài hát "Nausikaa" từ bài thơ của Aranka Bálint. Kodály có mối quan tâm đặc biệt đến Hy Lạp cổ đại trong suốt cuộc đời mình, nghiên cứu kỹ ngôn ngữ và đọc các ấn bản khác nhau của Iliad và Odyssey, và bắt đầu lên kế hoạch cho một vở opera về Odysseus vào năm 1906. Chỉ có bài hát "Nausikaa" là còn sót lại sau kế hoạch này.
- Năm 1915, nhà soạn nhạc người Ba Lan Karol Szymanowski đã hoàn thành tập giao hưởng thơ rút gọn Métopes, op. 29 khắc họa thần thoại Hi Lạp và mỗi bài giao hưởng đều có một nhân vật nữ mà Odyssey gặp gỡ trong suốt hành trình trở về. Mỗi khúc có tên gọi là  "Hòn đảo Siren", "Calypso" và "Nausicaa".
- William Faulkner đặt tên con tàu du lịch là Nausikaa trong cuốn tiểu thuyết năm 1927 Mosquitoes.
- Tiểu thuyết năm 1955 Homer's Daughter của Robert Graves giới thiệu Nausicaa là tác giả của Odyssey.
- Nhà soạn nhạc người Úc Peggy Glanville-Hicks đã viết vở opera Nausicaa (Graves viết lời), được trình diễn lần đầu vào năm 1961 tại Liên hoan Athens.
- Bài thơ "Sea Grapes" của nhà thơ Derek Walcott có đề cập đến đến Nausicaa.[7]
- Trong lĩnh vực điện ảnh, Nausicaa được đóng bởi Rossana Podestà trong bộ phim 1954 Ulysses,  bởi Barbara Bach trong tập phim ngắn Ý 1968 L'Odissea, và bởi Katie Carr trong tập phim ngắn 1977 The Odyssey.
- Nhân vật tiêu đề của manga 1982 Kaze no Tani no Naushika và phim hoạt hình chuyển thể 1984 được Miyazaki Hayao viết và đạo diễn lấy cảm hứng gián tiếp từ Odyssey. Miyazaki đọc mô tả về nhân vật Nausicaa trong bản dịch tiếng Nhật của tuyển tập thần thoại Hi Lạp được viết bởi Bernard Evslin. Tác phẩm khắc họa chân dung cô là người yêu thiên nhiên. Ông thêm vào một số yếu tố của truyện ngắn Nhật Bản và thuyết vật linh.[8]
- Năm 1991, thủy cung công cộng Nausicaä Centre National de la Mer, một trong những thủy cung lớn nhất châu Âu, khai trương tại Boulogne-sur-Mer, Pháp.
- Vào năm 2010, ban nhạc Glass Wave thu âm bài hát "Nausicaa", lời bài hát được viết theo góc nhìn của nhân vật.
- Nausicaan là một chủng tộc hình người cao lớn, mạnh mẽ, hung hãn trong vũ trụ Star Trek.